# Ferdinand Hirsch
Ferdinand Ludwig Richard Hirsch (* 22. April 1843 in Danzig; † 31. März 1915 in Innsbruck) war ein deutscher Gymnasiallehrer und Historiker. 

## Leben
Der Sohn des Historikers Theodor Hirsch studierte ab 1861 Geschichte an der Universität Berlin, wurde 1864 promoviert und war ab 1867 Lehrer am Königstädtischen Realgymnasium in Berlin. Er erhielt den Professorentitel.
Hirsch war Vorsitzender der Historischen Gesellschaft in Berlin und publizierte deren Mitteilungen aus der historischen Literatur als Herausgeber. Er befasste sich mit dem Großen Kurfürsten und gab das Tagebuch seines Reisemarschalls Dietrich Sigismund von Buch heraus.
Hirsch war Mitarbeiter der zweiten Auflage des von Bruno Gebhardt begründeten Handbuchs der deutschen Geschichte. 1877 wurde er als korrespondierendes Mitglied in die Russische Akademie der Wissenschaften in Sankt Petersburg aufgenommen.

## Schriften
- De Italiae inferioris annalibus saeculi decimi et undecimi, G. Lange, Berlin 1864 (Dissertation).
- Das Herzogtum Benevent bis zum Untergang des langobardischen Reiches, Leipzig 1871 (Digitalisat).
- Kaiser Constantin VII Porphyrogennetos, Berlin 1873.
- Byzantinische Studien, Leipzig 1876 (Digitalisat).
- Die ersten Anknüpfungen zwischen Brandenburg und Russland unter dem Großen Kurfürsten. 2 Bände. R. Gaertners Verlagsbuchhandlung, Berlin 1885/86.
- Der österreichische Diplomat Franz von Lisola und seine Tätigkeit während des Nordischen Krieges in den Jahren 1655–60, in: Historische Zeitschrift, 1888.
- Der Winterfeldzug in Preußen 1678–1679, Berlin (Potsdam) 1897, Nachdruck British Library Historical Print Editions 2011.
- Brandenburg und England 1674–1679. 2 Bände. Gaertner, Berlin 1898/99.
- Der Grosse Kurfürst und Ostfriesland, (1681–1688) (= Abhandlungen und Vorträge zur Geschichte Ostfrieslands, Heft 18), Aurich 1914.
- Zur Geschichte der polnischen Königswahl von 1669. Danziger Gesandtschaftsberichte aus den Jahren 1668 und 1669, in: Zeitschrift des Westpreussischen Geschichtsvereins, 1889, Nr. 25, S. 1–151 (Digitalisat).
- Zur Geschichte der polnischen Königswahl von 1674. Danziger Gesandtschaftsberichte aus den Jahren 1673 und 1674, in: Zeitschrift des Westpreussischen Geschichtsvereins, 1901, Nr. 43, S. 1–160 (Digitalisat).

Artikel in der ADB:
- Schwerin, Otto von. In: Allgemeine Deutsche Biographie (ADB). Band 35, Duncker & Humblot, Leipzig 1893, S. 754–763.
- Schwerin, Otto von, der Jüngere. In: Allgemeine Deutsche Biographie (ADB). Band 35, Duncker & Humblot, Leipzig 1893, S. 764–766.
- Weimann, Daniel. In: Allgemeine Deutsche Biographie (ADB). Band 41, Duncker & Humblot, Leipzig 1896, S. 494–500.

Herausgeberschaft:
- Urkunden und Aktenstücke zur Geschichte des Kurfürsten Friedrich Wilhelm von Brandenburg. Band 11, 12, 18, 19 und 21, Berlin 1887, 1892, 1902, 1906, 1915 (Digitalisat-Nachweis bei Wikisource).
- Das Tagebuch Dietrich Sigismund von Buchs 1674–83, 2 Bände, 1904/5 (Digitalisat).